# 渚河路街道
渚河路街道，是中华人民共和国河北省邯郸市邯山区下辖的一个乡镇级行政单位。

## 行政区划
渚河路街道下辖以下地区：
农一社区、农二社区、农三社区、农四社区、隆润社区、绿化南社区和水电社区。